# Berberine
Berberine là một muối ammonium bậc bốn muối từ nhóm protoberberine của các alkaloid benzylisoquinoline được tìm thấy trong các loài thực vật như Berberis (ví dụ Berberis vulgaris, Berberis aristata, Mahonia aquifolium, Hydrastis canadensis, Xanthorhiza simplicissima, Phellodendron amurense, Coptis chinensis, Tinospora cordifolia, Argemone mexicana và Eschscholzia californica – Californian poppy). Berberine thường được tìm thấy trong rễ, thân rễ, thân và vỏ cây.
Do màu vàng mạnh mẽ của berberine, các loài  Berberis  đã được sử dụng để nhuộm len, da và gỗ. Len vẫn được nhuộm bằng berberine ngày nay ở miền bắc Ấn Độ. Dưới tia cực tím, berberine cho thấy màu vàng mạnh huỳnh quang, vì vậy nó rất hữu ích trong mô học cho nhuộm heparin trong tế bào mast. Là thuốc nhuộm tự nhiên, berberine có chỉ số màu là 75160.

## Y học dân gian
Berberine được cho là được sử dụng ở Trung Quốc như một loại thuốc dân gian bởi Thần Nông vào khoảng năm 3000 trước Công nguyên. Sử dụng berberine được ghi nhận đầu tiên này được mô tả trong sách y học cổ đại Trung Quốc Thần Nông bản thảo kinh. Muối hydrocloride của berberine, được liệt kê là chất kháng khuẩn đường uống trong Dược điển Cộng hòa Nhân dân Trung Hoa, là một loại thuốc không kê đơn phổ biến trong điều trị nhiễm trùng đường tiêu hóa. Nó thường được làm thành viên tròn 0,1 g mỗi viên và uống 1-3 viên ba lần một ngày. Tên thông dụng là hoàng liên tố tiếng Trung: 黄连素.